# Pseudopanurgus aurifodinae
Pseudopanurgus aurifodinae är en biart som beskrevs av Michener 1937. Pseudopanurgus aurifodinae ingår i släktet Pseudopanurgus och familjen grävbin. Inga underarter finns listade i Catalogue of Life.